# روبرت إم. والاس
روبرت إم. والاس هو محامي وسياسي أمريكي، ولد في 6 أغسطس 1856، وتوفي في 9 نوفمبر 1942 في ماغنوليا في الولايات المتحدة. نشط حزبياً في الحزب الديمقراطي. وقد انتخب عضو مجلس نواب أركنساس ‏ وانتخب عضو مجلس النواب الأمريكي.